# Tim Pütz
Tim Pütz (ou Puetz), né le 19 novembre 1987 à Francfort-sur-le-Main, est un joueur de tennis allemand, professionnel depuis 2012.

## Carrière
Tim Pütz passe professionnel en 2012 après avoir fait des études à l'Université d'Auburn.
Il réalise de meilleurs résultats en double qu'en simple. Il a remporté 7 tournois Challenger en double entre 2013 et 2017, tous remportés avec des partenaires différents : Liberec et Ortisei en 2013, Saint-Brieuc et Heilbronn en 2014, Wrocław en 2015, Sibiu en 2016, et Gênes en 2017.
En 2013, lors des qualifications de l'US Open, il perd contre Julian Reister en encaissant un golden set (6-73, 6-4, 6-0).
Issu des qualifications au tournoi de Wimbledon en 2014, il parvient à se défaire du Russe Teymuraz Gabashvili au 1er tour (2-6, 6-4, 6-2, 6-2), avant de s'incliner au tour suivant face à Fabio Fognini (6-2, 4-6, 66-7, 3-6). Fin 2014, il joue sa seule finale sur le circuit Challenger en simple à Eckental contre Ruben Bemelmans. Début 2015, il se qualifie pour l'Open d'Australie mais perd en quatre sets contre Donald Young. Mi-juin, il élimine Benoît Paire lors des qualifications du tournoi de Halle. Blessé en fin de saison, il n'est de retour qu'en septembre 2016 après une année passée à l'écart des courts. Il atteint fin 2017 une nouvelle finale en Challenger à Ortisei.
En 2017, palliant les forfaits d'Alexander et de Mischa Zverev, il est sélectionné dans l'équipe d'Allemagne de Coupe Davis pour affronter le Portugal en barrages. Il remporte le match de double, associé à Jan-Lennard Struff, contre Gastão Elias et João Sousa (6-2, 4-6, 65-7, 6-4, 6-4), permettant à son équipe, menée 2 à 0, de marquer son premier point. L'Allemagne remporte les deux derniers matchs pour s'imposer 3 à 2 lors de ce duel. Le duo récidive, en janvier 2018, lors du premier tour du groupe mondial, en battant Matthew Ebden et John Peers. La performance est d'autant plus remarquable que Struff et Pütz apportent un point décisif face à l'équipe d'Australie qui partait favorite. En quart de finale, l'équipe réalise un nouvel exploit en battant la paire espagnole Feliciano López/Marc López (6-3, 6-4, 3-6, 6-74, 7-5).
En 2018, il remporte les tournois Challenger de Nouméa, Yokohama, Lille et Aix-en-Provence, ce qui lui permet de monter dans le top 100 du classement ATP en double.
En 2019, il remporte tournoi de Munich avec Frederik Nielsen.
En 2021, il remporte son troisième titre avec Hugo Nys lors du tournoi d'Estoril puis, toujours associé au Monégasque, le tournoi de Lyon. Associé au Néo-Zélandais Michael Venus, il remporte son premier tournoi de catégorie ATP 500 à Hambourg puis son premier Master 1000 au Masters de Paris-Bercy, ce qui lui permet de monter dans le top 20 du classement ATP en double.
En 2023, il remporte avec sa coéquipière, Miyu Kato, la finale du double mixte aux Internationaux de France.
En 2024, il remporte le Masters avec Kevin Krawietz.

## Palmarès

### Titres en double messieurs
| No | Date       | Nom et lieu du tournoi                     | Catégorie    | Dotation     | Surface      | Partenaire         | Finalistes                           | Score              |          |
| -- | ---------- | ------------------------------------------ | ------------ | ------------ | ------------ | ------------------ | ------------------------------------ | ------------------ | -------- |
| 1  | 11-06-2018 | MercedesCup Stuttgart                      | ATP 250      | 656 015 €    | Gazon (ext.) | Philipp Petzschner | Robert Lindstedt Marcin Matkowski    | 7-65, 6-3          | Parcours |
| 2  | 29-04-2019 | BMW Open by FWU Munich                     | ATP 250      | 524 340 €    | Terre (ext.) | Frederik Nielsen   | Marcelo Demoliner Divij Sharan       | 6-4, 6-2           | Parcours |
| 3  | 26-04-2021 | Millennium Estoril Open Estoril            | ATP 250      | 481 270 €    | Terre (ext.) | Hugo Nys           | Luke Bambridge Dominic Inglot        | 7-5, 3-6, [10-3]   | Parcours |
| 4  | 16-05-2021 | Open Parc Auvergne-Rhône-Alpes Lyon Lyon   | ATP 250      | 419 470 €    | Terre (ext.) | Hugo Nys           | Pierre-Hugues Herbert Nicolas Mahut  | 6-4, 5-7, [10-8]   | Parcours |
| 5  | 12-07-2021 | Hamburg European Open Hambourg             | ATP 500      | 1 030 900 €  | Terre (ext.) | Michael Venus      | Kevin Krawietz Horia Tecău           | 6-3, 63-7, [10-8]  | Parcours |
| 6  | 01-11-2021 | Rolex Paris Masters Paris                  | Masters 1000 | 2 603 700 €  | Dur (int.)   | Michael Venus      | Pierre-Hugues Herbert Nicolas Mahut  | 6-3, 64-7, [11-9]  | Parcours |
| 7  | 21-02-2022 | Dubai Duty Free Tennis Championships Dubaï | ATP 500      | 2 794 840 $  | Dur (ext.)   | Michael Venus      | Nikola Mektić Mate Pavić             | 6-3, 65-7, [16-14] | Parcours |
| 8  | 24-07-2023 | Hamburg European Open Hambourg             | ATP 500      | 1 831 515 €  | Terre (ext.) | Kevin Krawietz     | Sander Gillé Joran Vliegen           | 7-64, 6-3          | Parcours |
| 9  | 15-07-2024 | Hamburg Open Hambourg                      | ATP 500      | 1 891 995 €  | Terre (ext.) | Kevin Krawietz     | Fabien Reboul Édouard Roger-Vasselin | 7-68, 6-2          | Parcours |
| 10 | 10-11-2024 | Nitto ATP Finals Turin                     | Masters      | 15 250 000 $ | Dur (int.)   | Kevin Krawietz     | Marcelo Arévalo Mate Pavić           | 7-65, 7-66         | Parcours |

### Finales en double messieurs
| No | Date       | Nom et lieu du tournoi                            | Catégorie    | Dotation     | Surface      | Vainqueurs                         | Partenaire     | Score              |          |
| -- | ---------- | ------------------------------------------------- | ------------ | ------------ | ------------ | ---------------------------------- | -------------- | ------------------ | -------- |
| 1  | 07-02-2022 | ABN AMRO World Tennis Tournament Rotterdam        | ATP 500      | 1 208 315 €  | Dur (int.)   | Robin Haase Matwé Middelkoop       | Lloyd Harris   | 4-6, 7-65, [10-5]  | Parcours |
| 2  | 06-06-2022 | BOSS OPEN Stuttgart                               | ATP 250      | 692 235 €    | Gazon (ext.) | Hubert Hurkacz Mate Pavić          | Michael Venus  | 7-63, 7-65         | Parcours |
| 3  | 13-06-2022 | Terra Wortmann Open Halle                         | ATP 500      | 2 134 520 €  | Gazon (ext.) | Marcel Granollers Horacio Zeballos | Michael Venus  | 6-4, 65-7, [14-12] | Parcours |
| 4  | 25-07-2022 | Generali Open Kitzbühel                           | ATP 250      | 534 555 €    | Terre (ext.) | Pedro Martínez Lorenzo Sonego      | Michael Venus  | 5-7, 6-4, [10-8]   | Parcours |
| 5  | 14-08-2022 | Western & Southern Open Cincinnati                | Masters 1000 | 6 280 880 $  | Dur (ext.)   | Rajeev Ram Joe Salisbury           | Michael Venus  | 7-64, 7-65         | Parcours |
| 6  | 17-04-2023 | BMW Open by American Express Munich               | ATP 250      | 562 815 €    | Terre (ext.) | Alexander Erler Lucas Miedler      | Kevin Krawietz | 6-3, 6-4           | Parcours |
| 7  | 12-06-2023 | BOSS Open Stuttgart                               | ATP 250      | 718 410 €    | Gazon (ext.) | Nikola Mektić Mate Pavić           | Kevin Krawietz | 7-62, 6-3          | Parcours |
| 8  | 31-12-2023 | Brisbane International presented by Evie Brisbane | ATP 250      | 661 585 $    | Dur (ext.)   | Lloyd Glasspool Jean-Julien Rojer  | Kevin Krawietz | 7-63, 5-7, [12-10] | Parcours |
| 9  | 17-06-2024 | Terra Wortmann Open Halle                         | ATP 500      | 2 255 655 €  | Gazon (ext.) | Simone Bolelli Andrea Vavassori    | Kevin Krawietz | 7-63, 7-65         | Parcours |
| 10 | 28-08-2024 | US Open Flushing Meadows                          | G. Chelem    | 33 977 000 $ | Dur (ext.)   | Max Purcell Jordan Thompson        | Kevin Krawietz | 6-4, 7-64          | Parcours |
| 11 | 06-01-2025 | Adelaide International Adélaïde                   | ATP 250      | 680 140 $    | Dur (ext.)   | Simone Bolelli Andrea Vavassori    | Kevin Krawietz | 4-6, 7-64, [11-9]  | Parcours |
| 12 | 14-04-2025 | BMW Open Munich                                   | ATP 500      | 2 500 000 €  | Terre (ext.) | André Göransson Sem Verbeek        | Kevin Krawietz | 6-4, 6-4           | Parcours |

### Titre en double mixte
| No | Date       | Nom et lieu du tournoi | Catégorie | Dotation     | Surface      | Partenaire | Finalistes                     | Score            |          |
| -- | ---------- | ---------------------- | --------- | ------------ | ------------ | ---------- | ------------------------------ | ---------------- | -------- |
| 1  | 28-05-2023 | Roland-Garros Paris    | G. Chelem | 49 600 000 € | Terre (ext.) | Miyu Kato  | Bianca Andreescu Michael Venus | 4-6, 6-4, [10-6] | Parcours |

## Parcours dans les tournois duGrand Chelem

### En simple
| Année | Open d'Australie | Open d'Australie | Internationaux de France | Internationaux de France | Wimbledon      | Wimbledon     | US Open | US Open |
| ----- | ---------------- | ---------------- | ------------------------ | ------------------------ | -------------- | ------------- | ------- | ------- |
| 2014  | —                | —                | —                        | —                        | 2e tour (1/32) | Fabio Fognini | —       | —       |
| 2015  | 1er tour (1/64)  | Donald Young     | —                        | —                        | —              | —             | —       | —       |

N.B. : à droite du résultat se trouve le nom de l'ultime adversaire.

### En double messieurs
| Année | Open d'Australie                                                                      | Open d'Australie                                                                         | Internationaux de France                                                                | Internationaux de France                                                                  | Wimbledon                                                                              | Wimbledon                                                                               | US Open | US Open |
| ----- | ------------------------------------------------------------------------------------- | ---------------------------------------------------------------------------------------- | --------------------------------------------------------------------------------------- | ----------------------------------------------------------------------------------------- | -------------------------------------------------------------------------------------- | --------------------------------------------------------------------------------------- | ------- | ------- |
| 2018  | —                                                                                     | —                                                                                        | —                                                                                       | —                                                                                         | 1/8 de finale P. Petzschner \|\| style="text-align:left;" \| B. McLachlan J.-L. Struff | 2e tour (1/16) P. Petzschner \|\| style="text-align:left;" \| Robin Haase M. Middelkoop |         |         |
| 2019  | 1er tour (1/32) P. Oswald \|\| style="text-align:left;" \| Pablo Cuevas F. Verdasco   | 2e tour (1/16) M. Middelkoop \|\| style="text-align:left;" \| J. Chardy F. Martin        | 2e tour (1/16) R. Lindstedt \|\| style="text-align:left;" \| H. Kontinen John Peers     | 1er tour (1/32) J.-L. Struff \|\| style="text-align:left;" \| Daniel Evans Cameron Norrie |                                                                                        |                                                                                         |         |         |
| 2020  | 1er tour (1/32) F. Nielsen \|\| style="text-align:left;" \| John Peers Michael Venus  | 1/4 de finale F. Nielsen \|\| style="text-align:left;" \| J. S. Cabal Robert Farah       | Annulé                                                                                  | Annulé                                                                                    | —                                                                                      | —                                                                                       |         |         |
| 2021  | —                                                                                     | —                                                                                        | 1/4 de finale Hugo Nys \|\| style="text-align:left;" \| A. Bublik Andrey Golubev        | 1er tour (1/32) M. Venus \|\| style="text-align:left;" \| M. Ebden J.-P. Smith            | 1er tour (1/32) M. Venus \|\| style="text-align:left;" \| D. Köpfer E. Ruusuvuori      |                                                                                         |         |         |
| 2022  | 1/4 de finale M. Venus \|\| style="text-align:left;" \| T. Kokkinakis Nick Kyrgios    | 1/8 de finale M. Venus \|\| style="text-align:left;" \| M. Arévalo J.-J. Rojer           | 1er tour (1/32) M. Venus \|\| style="text-align:left;" \| R. Klaasen M. Melo            | 1/8 de finale M. Venus \|\| style="text-align:left;" \| J. S. Cabal Robert Farah          |                                                                                        |                                                                                         |         |         |
| 2023  | 1er tour (1/32) N. Mahut \|\| style="text-align:left;" \| N. Barrientos Ariel Behar   | 1/4 de finale Kevin Krawietz \|\| style="text-align:left;" \| Ivan Dodig Austin Krajicek | 1/2 finale Kevin Krawietz \|\| style="text-align:left;" \| M. Granollers H. Zeballos    | 1er tour (1/32) Kevin Krawietz \|\| style="text-align:left;" \| G. Barrère Q. Halys       |                                                                                        |                                                                                         |         |         |
| 2024  | 1/4 de finale Kevin Krawietz \|\| style="text-align:left;" \| S. Bolelli A. Vavassori | 1/8 de finale Kevin Krawietz \|\| style="text-align:left;" \| M. Arévalo Mate Pavić      | 1/4 de finale Kevin Krawietz \|\| style="text-align:left;" \| M. Granollers H. Zeballos | Finale Kevin Krawietz                                                                     | Max Purcell J. Thompson                                                                |                                                                                         |         |         |
| 2025  |                                                                                       |                                                                                          |                                                                                         |                                                                                           |                                                                                        |                                                                                         |         |         |

N.B. : le nom du partenaire se trouve sous le résultat ; le nom des ultimes adversaires se trouve à droite.

### En double mixte
| 2022 | 1/8 de finale A. Guarachi \|\| style="text-align:left;" \| E. Routliffe M. Venus      | —                                                                             | —                     | — | —                                                                                  | 1er tour (1/16) K. Zimmermann \|\| style="text-align:left;" \| L. Fernandez J. Sock |
| 2023 | 1er tour (1/16) K. Zimmermann \|\| style="text-align:left;" \| L. Cabrera J.-P. Smith | Victoire Miyu Kato                                                            | B. Andreescu M. Venus | — | —                                                                                  | 2e tour (1/8) G. Olmos \|\| style="text-align:left;" \| D. Schuurs H. Nys           |
| 2024 | 1er tour (1/16) M. Kato \|\| style="text-align:left;" \| D. Schuurs H. Nys            | 1/4 de finale M. Kato \|\| style="text-align:left;" \| U. Eikeri M. González  | —                     | — | 1er tour (1/16) D. Schuurs \|\| style="text-align:left;" \| A. Sutjiadi R. Bopanna |                                                                                     |
| 2025 | 2e tour (1/8) D. Schuurs \|\| style="text-align:left;" \| K. Birrell J.P. Smith       | 1er tour (1/16) M. Kato \|\| style="text-align:left;" \| L. Kichenok M. Pavić |                       |   |                                                                                    |                                                                                     |

N.B. : le nom de la partenaire se trouve sous le résultat ; le nom des ultimes adversaires se trouve à droite.

## Participation auMasters

### En double
| Année | Ville                 | Surface    | Partenaire     | Résultats | Résultat final |
| ----- | --------------------- | ---------- | -------------- | --------- | -------------- |
| 2024  | Turin (Pala Alpitour) | Dur indoor | Kevin Krawietz | 4v, 1d    | Victoire       |

## Parcours enCoupe Davis
| #                                                               | Date          | Lieu     | Surface      | Gagnant(s)                  | Perdant(s)                 | Score                     |          |
|                                                                 |               |          |              |                             |                            |                           |          |
| 2017 - play-off (groupe mondial) - Portugal - Allemagne 2:3     |               |          |              |                             |                            |                           |          |
| 1                                                               | 15-17/09/2017 | Lisbonne | Terre (ext.) | Tim Pütz Jan-Lennard Struff | Gastão Elias João Sousa    | 6-2, 4-6, 65-7, 6-4, 6-4  | Parcours |
|                                                                 |               |          |              |                             |                            |                           |          |
| 2018 - 1er tour (groupe mondial) - Australie - Allemagne 1:3    |               |          |              |                             |                            |                           |          |
| 2                                                               | 02-04/02/2018 | Brisbane | Dur (ext.)   | Tim Pütz Jan-Lennard Struff | Matthew Ebden John Peers   | 6-4, 61-7, 6-2, 64-7, 6-4 | Parcours |
|                                                                 |               |          |              |                             |                            |                           |          |
| 2018 - 1/4 de finale (groupe mondial) - Espagne - Allemagne 3:2 |               |          |              |                             |                            |                           |          |
| 3                                                               | 06-08/04/2018 | Valence  | Terre (ext.) | Tim Pütz Jan-Lennard Struff | Feliciano López Marc López | 6-3, 6-4, 3-6, 64-7, 7-5  | Parcours |

## Classements ATP en fin de saison
| Année          | 2006 | 2007 | 2008 | 2009 | 2010 | 2011 | 2012 | 2013 | 2014 | 2015 | 2016 | 2017 | 2018 | 2019 | 2020 | 2021 | 2022 | 2023 | 2024 |
| Rang en simple | 1540 | –    | –    | –    | 1092 | 595  | 411  | 235  | 185  | 424  | 685  | 332  | 421  | –    | –    | 1196 | –    | –    | –    |
| Rang en double | 1248 | –    | –    | –    | –    | 817  | 626  | 146  | 193  | 271  | 570  | 166  | 61   | 63   | 61   | 18   | 18   | 24   | 9    |

Source : (en) Classements de Tim Pütz sur le site officiel de la Fédération internationale de tennis